# زیردریایی ۳۶۱
زیردریایی ۳۶۱ (به انگلیسی: Chinese submarine 361) یک زیردریایی بود که طول آن ۷۶ متر (۲۴۹ فوت ۴ اینچ) بود. این زیردریایی در سال ۱۹۹۵ ساخته شد.